# 多夫加利夫卡 (波格列比謝區)
49°25′15″N 29°30′56″E / 49.42083°N 29.51556°E

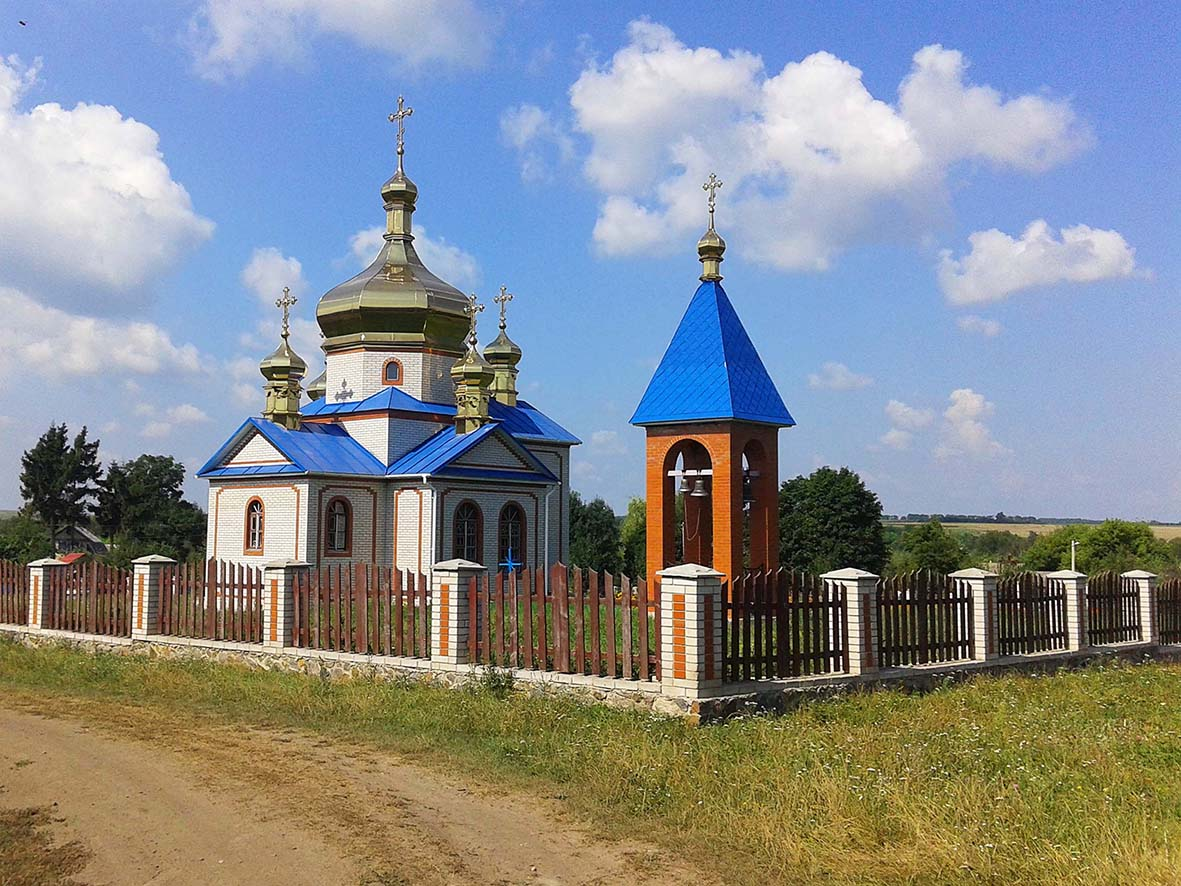

多夫加利夫卡（烏克蘭語：Довгалівка）是位於烏克蘭西南部文尼察州裏文尼察區的村莊，面積0.26平方公里，海拔高度209米，2001年人口711，人口密度每平方公里2,734.62人。